# قرار مجلس الأمن التابع للأمم المتحدة رقم 980
قرار مجلس الأمن التابع للأمم المتحدة رقم 980، الذي تم اعتماده بدون تصويت في 22 آذار / مارس 1995، بعد الإشارة إلى استقالة قاضي محكمة العدل الدولية السير روبرت يودال جينينغز التي ستدخل حيز التنفيذ في 10 تموز / يوليو 1995، قرر المجلس إجراء انتخابات على المقعد الشاغر في 12 يوليو / تموز 1995 في مجلس الأمن وفي اجتماع للجمعية العامة خلال دورتها التاسعة والأربعين.
جينينغز، وهو قانوني بريطاني، كان عضوًا في المحكمة منذ عام 1982 ورئيسها من 1991 إلى 1994.

## روابط خارجية
- نص القرار في undocs.org